# Matthijs Quispel
Matthijs Quispel (Numansdorp, 21 november 1805 – Dordrecht, 17 januari 1858) was een Nederlands schilder landschappen en dieren.

## Leven en werk
Quispel werd in november 1805 te Buitensluis bij Numansdorp geboren als zoon van de postwagenhouder Arie Quispel en Lijsbeth Andeweg. Hij woonde en werkte onder meer in Dordrecht, waar hij les kreeg van de zeeschilder Martinus Schouman en van de landschapschilder Gillis Smak Gregoor. Hij werd lid van het Dordrechts Teekengenootschap Pictura. Een van zijn werken, een berglandschap met vee, hangt in het Dordrechts Museum. Andere werken van hem bevinden zich in het Dordrechts Erfgoedcentrum Diep. Hij maakte verschillende reizen samen met Willem de Klerk.
Hij trouwde op 12 december 1838 te Dordrecht met Judick Scheepbouwer met wie hij reizen maakte naar België en Duitsland. Uit hun huwelijk werden zes kinderen geboren, waarvan er twee meerderjarig werden. Hij overleed vier jaar na het overlijden van zijn echtgenote in januari 1858 op 52-jarige leeftijd in zijn woonplaats Dordrecht. 
- Biografisch Portaal: 25854912
- Digitale Bibliotheek voor de Nederlandse Letteren: quis003
- RKD-Nederlands Instituut voor Kunstgeschiedenis: 65282
- Union List of Artist Names: 500045211
- Virtual International Authority File: 95978652